# Polifarmacologia
La polifarmacologia és el disseny o ús d'agents farmacèutics que actuen sobre múltples objectius o camins d'una malaltia.
En aquests darrers anys en què hi ha hagut avenços científics notables i augment significatiu de la despesa global en R+ D, els fàrmacs segueixen sent retirats freqüentment del mercat. Això és degut principalment a causa dels seus efectes adversos i toxicitats. Les molècules d'un fàrmac sovint interaccionen amb objectius múltiples i les no desitjades interaccions fàrmac-diana podrien causar efectes adversos i ser per tant motiu de contraindicació. La polifarmacologia segueix sent un dels reptes importants dins desenvolupament dels fàrmacs, i obre noves vies per dissenyar de manera racional properes generacions d'agents terapèutics més eficaços i menys tòxics. La polifarmacologia suggereix que es poden desenvolupar fàrmacs més eficaços modulant objectius múltiples. És amb malalties complexes com el càncer i les malalties de sistema nerviós central que es poden requerir aproximacions terapèutiques complexes. En aquest sentit, un fàrmac que “copegi” els múltiples nodes sensibles pertanyents a una xarxa de dianes que interaccionen ofereix un potencial d'eficàcia més alt i pot limitar els inconvenients que sorgeixen generalment de l'ús d'un fàrmac diana sol o d'una combinació de fàrmacs múltiples. Per contra, la biologia química continua essent una disciplina reduccionista que encara considera les sondes químiques com molècules molt selectives que permeten la modulació i l'estudi d'una diana específica. La biologia química no pot seguir obviant l'existència de la polifarmacologia i ha d'esdevenir una disciplina més holística que consideri l'ús de sondes químiques des d'una perspectiva de sistemes.